# Codex Telleriano-Remensis

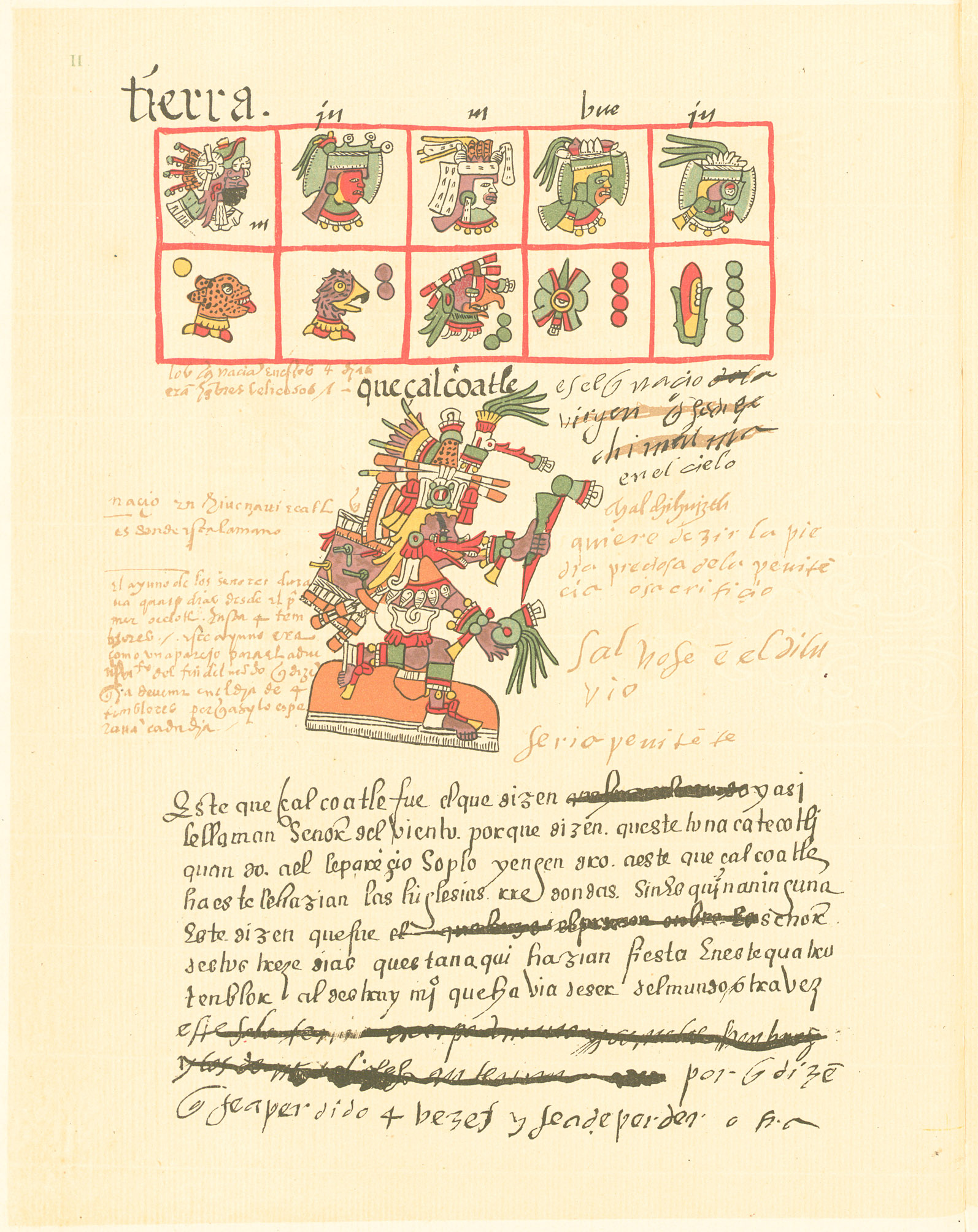
Une des pages de l'édition Loubat du codex Telleriano-Remensis (verso du folio 8).

Le codex Telleriano-Remensis est un manuscrit peint de style aztèque réalisé à l'époque coloniale sous la direction des autorités espagnoles.

## Contenu
Il se compose de trois parties : un calendrier rituel des fêtes fixes de chaque vingtaine, un tonalamatl et des annales historiques de l'empire aztèque,.
La première partie s'étend des feuillets 1 à 7, la seconde des feuillets 8 à 24 et la troisième et dernière, des feuillets 25 à 50.

## Caractéristiques physiques
Il comporte 50 feuillets de papier vergé, numérotés en 1889, d'environ 32 cm de haut sur 22 cm de large. La page 35 est vierge.
Le papier comporte en filigrane un dessin de main ou de gantelet d'une dizaine de centimètres de haut.
Sur la reliure, en vélin souple, est inscrit le titre « Geroglíficos de que vsaban los Mexicanos » en lettres gothiques presque effacées.

## Réalisation
Il a été peint au XVIe siècle par des tlacuiloque indigènes du Mexique et annoté par au moins un auteur ayant vécu au Mexique et y étant décédé. C'est pourquoi on a toujours supposé qu'il avait été réalisé là-bas sur papier européen. Les caractéristiques du filigrane ont permis à C.-M. Briquet d'affirmer que le papier a certainement été produit à Gênes au milieu du XVIe siècle.
Il a ensuite été importé en Espagne, où semble avoir été réalisée sa reliure.

## Nom
Son nom lui a été donné par Alexander von Humboldt. C'est la version latinisée du nom du collectionneur Charles-Maurice Le Tellier, qui l'a eu en sa possession à la fin du XVIIe siècle, et du lieu de sa fonction d'archevêque (Reims).

## Conservation
Le codex est conservé à la Bibliothèque nationale de France, à Paris, et numérisé sur Gallica.